# Pseudomugilidae
Pseudomugilidae – rodzina małych ryb aterynokształtnych.

## Systematyka
W wyniku rewizji taksonomicznej rodzina została wyodrębniona z innej rodziny Melanotaeniidae.

## Charakterystyka
Osiągają do 6,5 cm długości standardowej (SL). Zasiedlają wody słodkie lub słonawe a nawet wody morskie zasiedlając namorzyny w Nowej Gwinei, Indonezji (Wyspy Aru), oraz w północnej Australii.

## Klasyfikacja
Rodzaje zaliczane do tej rodziny:
Kiunga — Popondichthys — Pseudomugil — Scaturiginichthys